# 才羽楽
才羽 楽（さいば らく、1983年 -）は、日本の小説家、推理作家。

## 概要
2015年、第14回『このミステリーがすごい!』大賞に応募した『カササギの計略』が最終候補に残るも受賞は逃す。しかし、隠し玉（編集部推薦）として、加筆修正を加えた後に2016年7月に宝島社文庫より小説家デビューする。出版時の帯では「心温まるホワイトどんでん返し」と紹介されている。同じく同年の隠し玉を受賞した枝松蛍の『何様ですか?』も同時に刊行され、こちらは帯で「戦慄のブラックどんでん返し」と紹介されており、どちらの帯にも「今年の隠し玉は白と黒」というキャッチコピーが付けられている。

## 作品

### 単行本
- カササギの計略（2016年7月 宝島社文庫）
- 君の思い出が消えたとしても（2018年7月 宝島社文庫）
- あなたが心置きなく死ぬための簡単なお仕事。（2020年6月 角川文庫）
- 京都烏丸御池の名探偵 僕が謎を解く理由（2021年5月 宝島社文庫）

### アンソロジー
『』内が才羽楽の作品
- 10分ミステリー THE BEST（2016年9月 宝島社文庫）『ロケット花火』